# Krwawnica wąskolistna
Krwawnica wąskolistna. k. hyzopolistna (Lythrum hyssopifolia L.) – gatunek rośliny z rodziny krwawnicowatych. Jest szeroko rozprzestrzeniony na kuli ziemskiej. W naturze występuje w Europie, na części obszaru Azji, w Ameryce Północnej (w Kalifornii), w Ameryce Południowej (Brazylia, Argentyna, Chile, Urugwaj),oraz w Australii i Nowej Zelandii. W Polsce jest rzadki. Najwięcej współczesnych stanowisk znajduje się na Płaskowyżu Tarnowskim i Nizinie Nadwiślańskiej.

## Morfologia

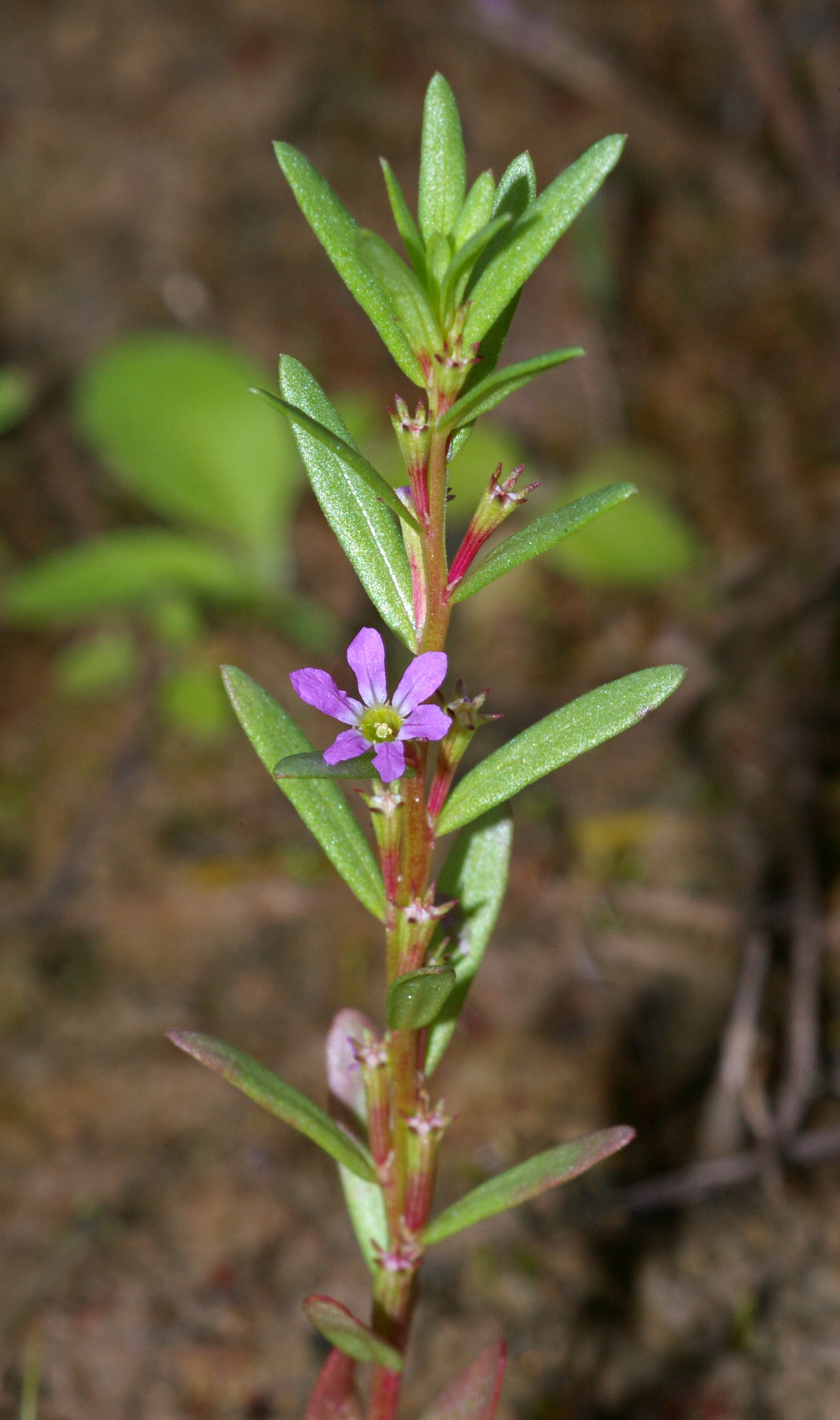
Pęd z kwiatami

ŁodygaWzniesiona, kanciasta, do 40 cm wysokości.
LiścieSiedzące, skrętoległe. Liście dolne eliptyczne, środkowe – lancetowate, górne – równowąskie.
Kwiaty4-6 krotne, fiołkowopurpurowe.
OwocCylindryczna torebka; nasiona gładkie, brunatne.

## Biologia i ekologia
Roślina jednoroczna. Rośnie na brzegach rowów, stawów i starorzeczy i na polach uprawnych. Kwitnie od lipca do września. Liczba chromosomów 2n=20. Gatunek charakterystyczny klasy Isoëto-Nanojuncetea.

## Zagrożenie i ochrona
Gatunek objęty ścisłą ochroną. Kategorie zagrożenia gatunku:
- Kategoria zagrożenia w Polsce według Czerwonej listy roślin i grzybów Polski (2006)[8]: V (narażony na wyginięcie); 2016: EN (zagrożony)[9].
- Kategoria zagrożenia w Polsce według Polskiej Czerwonej Księgi Roślin (2001): LR (low risk, gatunek niskiego ryzyka); 2014: EN (zagrożony)[10].